# Amanda Tenfjord
Amanda Klara Georgiadis (művésznevén: Amanda Tenfjord) (Ålesund, 1997. január 9. – ) görög származású norvég énekesnő. Ő képviseli Görögországot a 2022-es Eurovíziós Dalfesztiválon Torinóban a Die Together című dallal.

## Magánélete
Amanda 1997. január 9-én született a Møre og Romsdal megyei Ålesundban. Édesanyja norvég, édesapja görög származású. Gyermekkorában Joáninában élt, később költöztek el a norvégiai Tennfjord faluba, innen ered művészneve. Tanulmányait a Fagerlia Gimnáziumban végezte, majd 2015-ben Trondheimba költözött, ahol a Norvég Tudomány- és Műszaki Egyetem orvostudomány szakán tanult. 2019-től szünetelteti tanulmányait, helyette zenei karrierjére fókuszál.

## Pályafutása
Amanda öt éves kora óta zongorázik. 2016-ban jelentkezett a The Stream norvég televíziós zenei versenyre, ahol a legjobb harminc közé került.
2021. december 9-én a görög közszolgálati televízió (ERT) bejelentette, hogy az énekesnőt választották, hogy képviselje Görögországot a következő Eurovíziós Dalfesztiválon. Versenydalát 2022. március 10-én mutatták be.

## Diszkográfia

### Középlemezek
- First Impression (2018)
- Miss the Way You Missed Me (2021)

### Kislemezek
- Run (2014)
- I Need Lions (2016)
- Man of Iron (2017)
- First Impression (2018)
- No Thanks (2018)
- Let Me Think (2018)
- The Floor Is Lava (2019)
- Troubled Water (2019)
- Kill The Lonely (2019)
- As If (2020)
- Pressure (2020)
- Then I Fell in Love (2020)
- Miss the Way You Missed Me (2021)
- Die Together (2022)
- Plans (2022)